# San Antonio (pera)
San Antonio es el nombre de una variedad cultivar de pera europea Pyrus communis. Esta pera está cultivada en la colección de la Estación Experimental Aula Dei (Zaragoza). Esta pera también está cultivada en diversos viveros entre ellos algunos dedicados a conservación de árboles frutales en peligro de desaparición. Esta pera está muy difundido su cultivo en España, originaria de la Comunidad Valenciana, en concreto este ejemplar fue recolectado en la provincia de Valencia, donde tuvo su mejor época de cultivo comercial en la década de 1960, y actualmente en menor medida aún se encuentra.

## Sinonimia
- "San Antonio 1459 AD",[1]
- "Pera Blanqueta",[8][9]
- "Añera de San Juan".[1][10]

## Historia
'San Antonio' está considerada incluida en las variedades locales autóctonas muy antiguas, cuyo cultivo se centraba en comarcas muy definidas. Se caracterizaban por su buena adaptación a sus ecosistemas y podrían tener interés genético en virtud de su adaptación. Se encontraban diseminadas por todas las regiones fruteras españolas, aunque eran especialmente frecuentes en la España húmeda. Estas se podían clasificar en dos subgrupos: de mesa y de cocina (aunque algunas tenían aptitud mixta).
'San Antonio' es una variedad clasificada como de mesa, difundido su cultivo en el pasado por los viveros comerciales y cuyo cultivo en la actualidad se ha reducido a huertos familiares y jardines privados.

## Características
El peral de la variedad 'San Antonio' tiene un vigor medio; florece a inicios de mayo; tubo del cáliz pequeño, en embudo con conducto largo, estrecho en la entrada y ensanchándose hacia el corazón, comunicando con éste, y con pistilos muy largos, desprendidos desde su base, y se conservan gran parte de los estambres.
La variedad de pera 'San Antonio' tiene un fruto de tamaño muy pequeño; forma piriforme, con tendencia a romboidal, apuntada en ambos extremos, sobre todo hacia el pedúnculo, con cuello largo, más o menos acentuado, y contorno irregularmente redondeado; piel lisa untuosa, recubierta de punteado abundante, muy menudo, de ruginoso-"russeting" verdoso; con color de fondo verde claro o amarillento, sin chapa, "russeting" (pardeamiento áspero superficial que presentan algunas variedades) medio; pedúnculo de longitud medio o largo, fuerte, ligeramente ensanchado en su extremo superior, sin formar maza, con iniciación de yemas, muy grueso y carnoso en la base donde forma repliegues y es como prolongación, cavidad del pedúnculo nula; anchura de la cavidad calicina nula; ojo muy grande, abierto, prominente con la base muy carnosa, llegando a veces a modificar la forma general del fruto; sépalos cóncavos, con las puntas dobladas o rizadas.
Carne de color blanco amarillento; textura semi-blanda, harinosa, algo áspera, poco jugosa; sabor característico de la variedad, acidulado, agradable; corazón medio, situado casi en el centro del fruto. Eje hueco, de anchura variable, cerrado en su comunicación con el tubo del cáliz por la base de los pistilos. Celdillas medianas, más altas que el eje. Semillas de tamaño pequeñas, elípticas, ligeramente apuntadas en la inserción, y de color blanquecino.
La pera 'San Antonio' tiene una época de maduración y recolección muy temprana en la segunda quincena de junio (en E.E. de Aula Dei de Zaragoza). Se usa como pera de mesa fresca, y en cocina para hacer jaleas.